# Dvorska (Krupanj)
Dvorska (Servisch: Дворска) is een plaats in de Servische gemeente Krupanj. De plaats telt 1064 inwoners (2002).